# 全地よ、神に向かいて歓呼せよ
『全地よ、神に向かいて歓呼せよ』 (ぜんちよ、かみにむかいてかんこせよ、Jauchzet Gott in allen Landen) BWV.51は、ヨハン・ゼバスティアン・バッハが作曲した教会カンタータである。全5曲から構成される。現在はソプラノのレパートリーとして定着している。

## 概要
1730年にライプツィヒで作曲されたカンタータで、自筆の楽譜には「三位一体節後第15日曜日、及びあらゆる全ての機会に」と記されていることから、特定の日曜日だけでなく、他の目的で演奏されたと考えられている。同年の9月17日に同地で初演されている。
ソプラノの歌唱が高い音域（2点ハ音まで）が技巧的に要求される。この当時女性歌手は教会で歌うことを禁じられていたため、男声の歌手（ソプラニスタ）のために書かれたものとされている。また同時にトランペットも華やかに活躍するが、このトランペットは当時ライプツィヒで有名だった楽士ゴットフリート・ライヒェ（1667年 - 1734年）が初演時に担当したものと考えられている。
作詞者は不明だが、第4曲のコラールはヨハン・グラマン作詞の『今こそ主を讃えん、わが魂よ』の一節『父と子と聖霊をほめ讃えよ』による。

## 楽器編成
ソプラノ（独唱）、トランペット（高音域）、ヴァイオリン2部、ヴィオラ、通奏低音

## 構成
全5曲で構成され、演奏時間は約20分。
- 第1曲 アリア「全地よ、神に向かいて歓呼せよ」(Jauchzet Gott in allen Landen!)
- 第2曲 レチタティーヴォ「我は宮に向かいて伏し拝む」(Wir beten zu dem Tempel an)
- 第3曲 アリア「いと高き者よ、汝の慈しみよ」(Höchster, mache deine Güte)
- 第4曲 コラール「讃美と誉れと栄光」(Sei Lob und Preis mit Ehren)
- 第5曲 アリア「アレルヤ」(Alleluja!)

## 参考資料
- 『作曲家別名曲解説ライブラリー J.S.バッハ』
- 『バッハ:カンタータ選集』（カール・リヒター指揮/ミュンヘン・バッハ管弦楽団、ミュンヘン・バッハ合唱団）のブックレット、他